# Jean Radziwiłł (1516-1551)
Jean Radziwiłł (1516-27 septembre 1551), maître-d'hôtel de la Cour de Lituanie. Il est le fils de Jean Radziwiłł (1474-1522) et de Anna Kiszka.

## Sources
- Notices d'autorité :   - VIAF
  - Pologne
  - NUKAT

- (pl) Cet article est partiellement ou en totalité issu de l’article de Wikipédia en polonais intitulé « Jan Radziwiłł (krajczy litewski) » (voir la liste des auteurs).